# Azawak (bovin)
Pour les articles homonymes, voir Azawak.
L'Azawak est une race bovine commune au Mali et au Niger. Son nom provient de l'Azawagh région éponyme du nord Mali

## Origine
Elle est issue de zébus introduits en Afrique de l'est vers 1800 av. J.-C. Ils ont progressivement conquis l'Afrique sub saharienne à la faveur de l'assèchement du climat. Leur meilleure adaptation à ce climat que les bovins européens les a favorisés. 
Elle provient du Niger, de la région du même nom : Azawak où c'est une race traditionnellement élevée par les Touaregs qui représentait 2,6 millions de têtes en 1985.

## Morphologie
Elle porte une robe souvent pie rouge ou pie noire, mais aussi fauve mouchetée de blanc. 
C'est une race de taille moyenne, 110-130 cm pour 300 kg chez la vache.

## Aptitudes
C'est une race mixte. Elle donne 500-600 litres par lactation sur 250-270 jours en système extensif traditionnel. En station avec une nourriture plus abondante, la production atteint 800-1100 litres sur 270-300 jours. Les carcasses ont un bon rendement. (supérieur à 50 %) 
C'est une race très bien adaptée au milieu semi aride du Sahel.